# ニッポン大予想
ニッポン大予想（ニッポンだいようそう）は1987年から1994年まで朝日放送の製作でテレビ朝日系で放送された正月特番のバラエティ番組である。

## 概要
その年に起こるであろうさまざまな出来事をその年のお正月（収録は前の年の年末）に大予想するという形式で政治・経済・社会・スポーツ・文化・自然現象とジャンルを分けて占いやその分野に詳しい専門家による予測をしていた。番組の冒頭からしばらくは昨年の大予想を検証して、予想が的中したか外れたかを解析していた。
しかし、それまで何年間も元日に放送されてきた「ネイチァリングスペシャル」の元日分が1994年で終了したのに伴い元日の午後～夕方枠をテレビ朝日・朝日放送の共同制作で生放送番組（司会進行は島田紳助）を編成することになったため、1995年は朝日放送のみ（関西ローカル）で前年までの正月ではなく成人の日前後に時期をずらして放送される予定であったが、阪神・淡路大震災の未曾有の震災災害を受けて放送されず（お蔵入り）、1996年以降も放送されなくなった。

## 出演者
司会は1987年～1993年は愛川欽也。1988年は三田寛子、1994年は所ジョージ、麻木久仁子、細川ふみえ。

## スポンサーセールスについて
年末年始で番組提供枠が休止となる「新婚さんいらっしゃい!」や「アタック25」などの朝日放送製作枠の提供スポンサーを中心にセールスされていた枠（番組前半）とローカルセールス枠（1989年3月までの日曜11時台のローカル枠スポンサー各社や「サンデープロジェクト」の番組初期→前期数年間の11時台ローカルスポンサー各社）によってセールスされていた。
- この枠（ローカルセールス枠）の名残りが、元日の午後～夕方放送の長時間特番「志村&所の戦うお正月」「おしょうバズTV」の13時台セールス枠に当たる。
- この枠の前番組は1985年・1986年の元日朝に「スターカップル大熱戦」（司会進行は桂三枝（現・六代目桂文枝））を放送していた枠でタレント夫婦が当時放送していた「クイズタイムショック」「新婚さんいらっしゃい!」「世界一周双六ゲーム」などの番組でのクイズ・ゲームを展開した。制作局はテレビ朝日とABCでこの源流は後の「～戦うお正月」、「おしょうバズTV」に生かされている。